# Nyctemera amplificata
Nyctemera amplificata är en fjärilsart som beskrevs av Walker 1865. Nyctemera amplificata ingår i släktet Nyctemera och familjen björnspinnare. Inga underarter finns listade i Catalogue of Life.